# Mikkelsen Peak
Mikkelsen Peak är en bergstopp i Antarktis. Den ligger i Östantarktis. Australien gör anspråk på området. Toppen på Mikkelsen Peak är 420 meter över havet.
Terrängen runt Mikkelsen Peak är platt åt sydost. Havet är nära Mikkelsen Peak norrut. Trakten är obefolkad. Det finns inga samhällen i närheten.